# Music for a Big Night Out
Music for a Big Night Out ist das 16. Studioalbum der deutschen Dance-Band Scooter. Es wurde am 2. November 2012 in Scooters Eigenlabel Sheffield Tunes veröffentlicht. Die erste Single 4 AM wurde bereits vorab am 7. September 2012 veröffentlicht. Die zweite Single Army of Hardcore erschien am selben Tag wie das Album.

## Titelliste
1. Full Moon – 1:50
2. I’m a Raver, Baby – 3:16, Cover von Loser (Beck)
3. Army of Hardcore – 2:57
4. 4 AM – 3:16
5. No Way to Hide – 3:22
6. What Time Is Love? – 3:10
7. Overdose (Frazy) – 3:03, Cover von Frazy (Synapsenkitzler)
8. Talk About Your Life – 3:25
9. I Wish I Was – 3:25
10. Black Betty – 3:34
11. Too Much Silence – 5:38
12. Last Hippie Standing – 6:37

iTunes Deluxe Edition Bonustracks
1. Army of Hardcore (Extended Club-Mix) – 6:05
2. 4 A.M. (Picco Remix) – 5:29
3. 4 A.M. (Clubstar UK Mix) – 3:25
4. 4 A.M. (Musikvideo) – 3:49

## Besetzung
- Scooter – Produzent, Darsteller, Programmierung
- Jaye Marshall – Gesang (Track 4, 5, 9)
- Nikk – Gesang (Track 8)
- H. P. Baxxter – MC Liedtext
- Rick J. Jordan – Sounddesigner, Toningenieur
- Michael Simon – Sounddesigner, Toningenieur
- Marcel Jerome Gialelés (Jerome) – Sounddesigner, Toningenieur
- Achim Jannsen (Eric Chase) – Sounddesigner, Toningenieur

| Region      | Datum            | Label                  | Format       | Ausgabe                                 |
| ----------- | ---------------- | ---------------------- | ------------ | --------------------------------------- |
| Deutschland | 2. November 2012 | Sheffield Tunes        | CD           | Standard                                |
| Deutschland | 2. November 2012 | Sheffield Tunes        | CD + T-Shirt | Begrenzt                                |
| Deutschland | 2. November 2012 | Sheffield Tunes        | Download     | Deluxe (Inkl. Bonus-Tracks, iTunes nur) |
| Deutschland | 2. November 2012 | Sheffield Tunes        | Download     | Standard                                |
| Italien     | 2. November 2012 | Kontor Italia          | Download     | Standard                                |
| Polen       | 22. Januar 2013  | Uniwersal Music Poland | CD           | Standard                                |

## Kritik
Dani Fromm von laut.de schreibt: „Baxxter & Co. wären auch schön blöd, an einer bestens geölten, ununterbrochen auf Hochtouren laufenden Maschinerie auch nur das kleinste Rädchen auszutauschen.“ Weiterhin resümiert er: „Abgesehen von diesem kleinen Ausbruch löst nahezu jeder Track getreu der bewährten Formel Hit-Hookline + Baxxter + Megafon + Bummsbeat sein Ticket in die deutschen Dance-Charts. […] Er wird dennoch nicht von seinem erprobten Rezept abweichen.“
Fromm zieht letztlich das Fazit:

„Willkommen in einer Welt, in der das Leben - "life's so fast like you are on the run" - dem Zeitgeist genauso davonrennt wie musikalischen Entwicklungen und technischen Errungenschaften. Im gestreckten Galopp, ja. Aber auf längst ausgetretenen Pfaden. Trotzdem: Wenn nach knapp sieben instrumentalen Minuten zum Schluss auch noch der "Last Hippie Standing" in der Chill-Out-Zone ermmattet ins Sofa gesunken ist, hat Baxxter doch wieder Recht behalten: "We gonna rock the show. We gonna rock the house. We gonna rock the fuckin' venue." Es ist vollbracht.“

Oliver Ding von Plattentests.de bewertete Music for a Big Night Out negativ. Er schrieb: „Baxxter glänzt mit wie üblich katastrophal gerappten Slogans, verursacht mit fieser Grammatik Zahnschmerzen“ und bewertete die einzelnen Lieder auf dem Album unter anderem als „Hippie-Gedudel“ und „schmierigstem Pillentechno“.